# اگنس بوهمی
اگنس بوهمی (زاده ۲۰ ژوئن ۱۲۱۱ - درگذشته ۲ مارس ۱۲۸۲) که با نام اگنس پراگ هم شناخته می‌شود، شاهزاده خانم بوهمی بود که انجام امور خیریه، ریاضت دادن به جسم و تقوا را به جای زندگی لوکس و راحت انتخاب کرد. گرچه بلافاصله بعد از مرگش تکریم شد، اما بیش از ۷۰۰ سال بعد از مرگش متبرک و قدیس نبود.